# Василь Гулеурі
Василь Гулеурі (нар. 19 серпня 1971, Горі) — грузинський дитячий письменник, перекладач. Лауреат Дитячо-юнацької літературної премії імені Якова Гогебашвілі (2019; 2020; 2021); Лауреат літературної премії «Сагурамо» (2020).

## Біографія
Народився в 1971 році в місті Горі. У 1995 році закінчив Інститут архітектури Технічного університету Грузії. Учасник першого навчального курсу «Кавказька школа авторів» медіаорганізації «Go Group» (2011).
У різні роки працював кореспондентом у газетах «Горі», «Ахалі Епока», «Ахалі Грузинська газета», «24 саати», у 2003-2005 роках був редактором «Халхі газети».